# Verga (náutica)

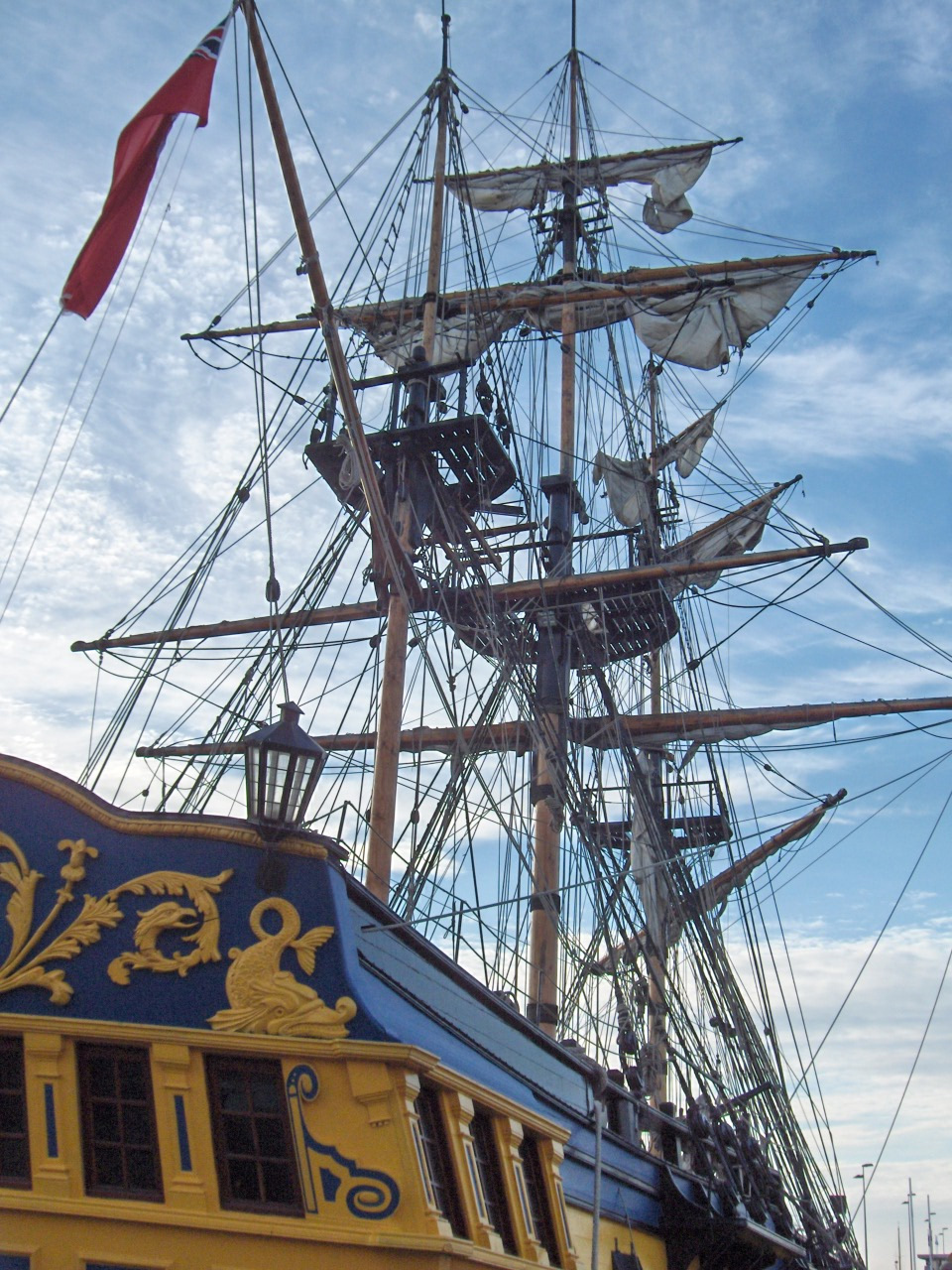
Vergas en el barco de vela cuadrada «El gran turco».

En náutica, las vergas son las perchas perpendiculares a los mástiles en las embarcaciones a vela; precisamente a estas vergas o perchas se aseguran los grátiles de las velas.
En un sentido más genérico y dentro del entorno de la navegación a vela, una verga es un palo redondo de madera o metal utilizado en el velero.

## Descripción
En los barcos de velas cuadradas, cada mástil lleva varias vergas o perchas de las que cuelgan velas. Siempre en lenguaje marinero, la «verga seca» es la mayor del palo de mesana, mientras que la locución «vergas en alto» es la que describe a la nave ya lista para navegar.
En el uso moderno puede referirse a un pequeño mástil, aunque, históricamente, en la navegación a vela clásica, el término se usaba más ampliamente para referirse, en los buques de madera con gran número de vergas, a toda esa gran variedad de denominaciones: botavara, botalón, tangón, etc.
Vergas de todos los tipos se utilizaban en la jarcia de los buques de vela para resistir las fuerzas de compresión y torsión, y para prestar sostén a las velas.
Los buques de madera de la edad de «oro» de la vela a menudo llevaban muchas vergas de repuesto para hacer todo tipo de reparaciones, durante el curso del viaje en el mar. La cubierta de «vergas» de una fragata se llamó así porque se utilizaba para transportar las vergas de repuesto.
Las vergas se usaban, junto con los cabos, como elementos de construcción básicos entre los pioneros.

## Partes de una verga

### Verga de cruz
- Cruz: es el punto medio o centro de toda verga simétrica o de brazos iguales.
- Paloma: es el medio o cruz de una verga entre los galápagos, donde se fijan los cuadernales de las drizas.
- Cuadernal de driza (cuadernal de paloma).
- Galápago: es el pedazo de cuartón que se asegura a cada lado de la cruz de una verga para sujetar la trinca del cuadernal de la paloma.
- Galápago: es el pedazo de madera que se fija en cada tercio de las vergas mayores y de trinquete para descanso del botalón y su más fácil manejo.
- Galápago (barrote): es el motón muy chato, especialmente por un lado, que se aplica sobre la verga mayor y la de trinquete para el paso o laboreo de los apagapenoles.
- Tojino: es el pedazo de madera que se clava en los penoles de las vergas, para asegurar las empuñiduras cuando se toman rizos.
- Penol (ant. peñol): es cada uno de los extremos de toda verga de cruz.[1]

### Cangrejo
- Boca de cangrejo: es el extremo que se forma con dos piezas que se unen a los lados para formar una hendedura en un cangrejo.
- Pena (pico, penol): es el extremo más delgado de un cangrejo.

### Verga de mesana antigua
- Car: es el extremo más grueso de las vergas de mesana antiguas.
- Pena (cabeza): es el extremo de las vergas de mesana antiguas.

### Entena
- Car: es el extremo más grueso de toda entena.
- Pena: es el extremo más delgado de una entena.
- Llama: es el empalme de las dos piezas que forman la entena.
- Enchina: es el cabo delgado con que en las embarcaciones latinas se sujeta el empalme de las entenas.

## Clasificación por tamaño
- Vergas mayores (de mayor a menor):
  - Barcos de tres palos: 1) la mayor, 2) el trinquete y 3) la seca.
  - Barcos de dos palos: 1) el trinquete y 2) la seca.
- Vergas de gavia (de mayor a menor):
  - Barcos de tres palos: 1) la de gavia, 2) la de velacho y 3) la de sobremesana
  - Barcos de dos palos: 1) la de gavia y 2) la de velacho.[2]

## Tipos de vergas

### En el bauprés (de adelante hacia atrás)
1. Verga sobrecebadera.
2. Verga de cebadera: es la verga mayor del bauprés que lo atravesada, debajo del tamborete, servía para largar la vela cebadera.

### En el palo trinquete (de arriba abajo)
1. Verga de sobre juanete de proa: es la que sostiene la vela de igual denominación.
2. Verga de juanete de proa: es la que sostiene el juanete de proa.
  - Verga de juanete de proa alta
  - Verga de juanete de proa baja
3. Verga de velacho: es la que sirve para largar el velacho en el mastelero de proa.
  - Verga de velacho alta
  - Verga de velacho baja
4. Verga de trinquete: es la segunda en cuanto a tamaño y va cruzada en el cuello del palo trinquete en los buques de cruz

### En el palo mayor (de arriba abajo)
1. Verga de sobre juanete mayor: es la que sirve para largar la vela del mismo nombre.
2. Verga de juanete mayor: es la que va unida a la vela de este nombre.
  - Verga de juanete mayor alta
  - Verga de juanete mayor baja
3. Verga de gavia: es la que sostiene la gavia y se iza en el mastelero mayor.
  - Verga de gavia alta
  - Verga de gavia baja
4. Verga mayor: es la de mayores dimensiones, que es la que en barcos de cruz va cruzada en el cuello del palo mayor.

### En el palo mesana (de arriba abajo)
1. Verga de sobre perico: es la que sirve para largar la vela del mismo nombre.
2. Verga de perico: es la que sirve para largar el perico o juanete de sobremesana.
3. Verga de sobremesana (verga de tope): es la que sirve para largar la sobremesana en su correspondiente mastelero.
4. Verga seca (verga de gata): es la que va cruzada en el cuello del palo mesana y que sirve para cazar la sobremesana, y en la que generalmente no se larga ninguna vela. Cf. gata (náutica).
5. Cangrejo.

### En barco en cruz (adicionales)
1. Verga de ala: es el palito en que se sujeta todo o parte del grátil de un ala.

### En barco latino
1. Entena: es la verga de las velas de los barcos latinos.

### En goletas y balandras
1. Redonda: es la verga en que se enverga la vela redonda.

### En barco de vela de abanico
1. Vergas de abanicos (ant. botavara): es la percha o asta que cruza diagonalmente las velas de abanico para mantenerlas desplegadas. Es la misma que en esta clase de aparejo se llama botavara.

## Expresiones relacionadas
- (Pasar) a toca penoles: pasar muy cerca de otra embarcación, casi rozándola.[3]
- Trozar una verga: atracarla al palo respectivo por medio de la troza.
- Amantillar o igualar las vergas: poner exactamente horizontales todas las de cruz, supuestas bien peruladas las de cada palo en un plano perpendicular a la quilla.
- Meter las vergas en caja: pasarlas por dentro de la tabla de jarcia de alguna de las bandas del respectivo palo o mastelero y colocarlas al lado de este en el sentido de popa a proa o paralelas a la dirección de la quilla cuando se está de invernada en puerto.[2]